# Lee Jhe-huei
Lee Jhe-huei (chinesisch 李哲輝; * 20. März 1994) ist ein taiwanischer Badmintonspieler. 

## Karriere
Lee Jhe-Huei gewann die Macau Open 2016, die Vietnam Open 2016 und die Dutch Open 2016. Ein Jahr später war er bei den French Open erfolgreich. 2019 siegte er beim Lingshui China Masters, den Polish Open und den US Open. 2020 stand er bei den All England im Achtelfinale.

## Sportliche Erfolge
| Saison | Veranstaltung                       | Disziplin    | Platz | Partner       |
| ------ | ----------------------------------- | ------------ | ----- | ------------- |
| 2015   | Malaysia International 2015         | Herrendoppel | 2     | Lee Yang      |
| 2015   | Korea Masters 2015                  | Herrendoppel | 3     | Lee Yang      |
| 2015   | Dutch Open 2015                     | Herrendoppel | 3     | Lee Yang      |
| 2016   | World University Championships 2016 | Herrendoppel | 2     | Lee Yang      |
| 2016   | Korea Masters 2016                  | Herrendoppel | 2     | Lee Yang      |
| 2016   | Macau Open 2016                     | Herrendoppel | 1     | Lee Yang      |
| 2016   | Vietnam Open 2016                   | Herrendoppel | 1     | Lee Yang      |
| 2016   | Dutch Open 2016                     | Herrendoppel | 1     | Lee Yang      |
| 2017   | Macau Open 2017                     | Herrendoppel | 3     | Lee Yang      |
| 2017   | Universiade 2017                    | Herrendoppel | 3     | Lee Yang      |
| 2017   | French Open 2017                    | Herrendoppel | 1     | Lee Yang      |
| 2018   | Weltmeisterschaft 2018              | Herrendoppel | 17    | Lee Yang      |
| 2018   | Asian Games 2018                    | Herrendoppel | 3     | Lee Yang      |
| 2018   | All England 2018                    | Herrendoppel | 9     | Lee Yang      |
| 2019   | Vietnam International 2019          | Herrendoppel | 3     | Yang Po-Hsuan |
| 2019   | Finnish Open 2019                   | Herrendoppel | 3     | Yang Po-Hsuan |
| 2019   | Polish Open 2019                    | Herrendoppel | 1     | Yang Po-Hsuan |
| 2019   | Lingshui China Masters 2019         | Herrendoppel | 1     | Yang Po-Hsuan |
| 2019   | US Open 2019                        | Mixed        | 1     | Hsu Ya-Ching  |
| 2020   | All England 2020                    | Herrendoppel | 9     | Yang Po-Hsuan |
| 2020   | All England 2020                    | Mixed        | 9     | Hsu Ya-Ching  |